# Convenção Nacional Republicana dos Estados Unidos de 1880
A Convenção Nacional Republicana dos Estados Unidos de 1880 ocorreu em Chicago, Illinois, e fora convocada de 2 de junho a 8 de junho de 1880, nomeando um Presidente de Ohio, e um Vice-Presidente de Nova Iorque.